# Трипсин

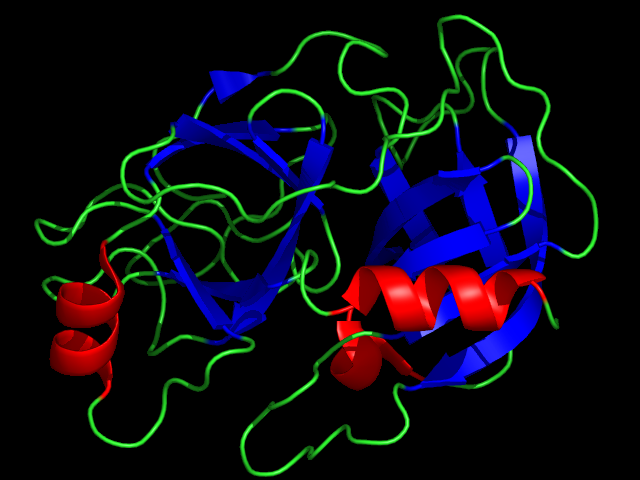
Трёхмерная структура молекулы бычьего трипсина.

Трипсин — фермент класса гидролаз, расщепляющий пептиды и белки; обладает также эстеразной (гидролиз сложных эфиров) активностью.
Трипсин синтезируется в поджелудочной железе в виде неактивного предшественника (профермента) трипсиногена. Трипсины ряда животных получены в кристаллическом виде (впервые в 1932). Молекула бычьего трипсина (молекулярная масса около 24 кДа) состоит из 223 аминокислотных остатков, образующих одну полипептидную цепь, и содержит 6 дисульфидных связей. Изоэлектрическая точка трипсина лежит при pH 10,8, а оптимум каталитической активности — при pH 7,8—8,0.
Трипсины относятся к группе сериновых протеаз и содержат в активном центре остатки серина и гистидина. Трипсины легко подвергаются самоперевариванию (аутолизу), что приводит к загрязнению препаратов трипсинов неактивными продуктами (промышленный препарат содержит до 50 % неактивных примесей). Препараты трипсина высокой чистоты получают хроматографическими методами.

## Физические свойства
Трипсин представляет собой бесцветное кристаллическое вещество с температурой плавления около 150 °C.

## Биологические свойства и функции
Основной функцией является пищеварение. Катализирует гидролиз белков и пептидов. Может находиться в неактивном состоянии в виде трипсиногена. Активируется, в том числе кишечным ферментом энтеропептидазой, путём отщепления гексапептида. Катализирует также гидролиз восков-сложных эфиров.
Оптимум каталитической активности — при pH 7,8—8.
Активный центр имеет белковую природу и состоит в основном из серина и гистидина. Синтезируется в виде трипсиногена в поджелудочной железе и используется в кишечнике млекопитающих и рыб. Превращает остальные проферменты гидролаз в активные ферменты.

## Применение
Трипсин используют для изготовления лекарств. Препараты трипсина обладают противовоспалительным и противоотёчным действием (при внутривенном и внутримышечном введении); способны избирательно расщеплять ткани, подвергшиеся некрозу. В медицине трипсин применяют для лечения ран, ожогов, тромбозов, часто в сочетании с другими ферментами и с антибиотиками. Используется при анализе первичной структуры белка, за счёт того, что он селективно гидролизует связи между остатками положительно заряженных аминокислот лизина и аргинина.

## Родственные ферменты
«Ближайшие родственники» трипсина — трипсиноген, пепсин, химотрипсин. У высших животных обнаружены анионные аналоги трипсина, у многих животных и растений — нейтральные.

## Изменение гидролитических свойств
Активность трипсина подавляется фосфорорганическими соединениями, некоторыми металлами, а также рядом высокомолекулярных белковых веществ — ингибиторов трипсина, содержащихся в тканях животных, растений и микроорганизмов. Ионы Ca2+, Mg2+, Ba2+, Sr2+, Mn2+ повышают гидролитическую активность трипсина.